# Arquebisbat de La Paz
L'arquebisbat de La Paz (espanyol: Arquidiócesis de La Paz; llatí: Archidioecesis Pacensis in Bolivia) és una seu metropolitana de l'Església catòlica. Al 2004 tenia 1.292.872 batejats d'un total de 1.474.150 habitants. Actualment està regida per l'arquebisbe Edmundo Luis Flavio Abastoflor Montero.

## Territori
L'arxidiòcesi comprèn nou províncies del departament bolivià de La Paz
La seu arxiepiscopal és la ciutat de La Paz, on es troba la catedral de Nostra Senyora de la Pau
El territori s'estén sobre 10.975 km² i està dividit en 53 parròquies.

## Història
La diòcesi de La Paz va ser erigida el 4 de juliol de 1605, prenent-se el territori de la diòcesi de La Plata o Charcas (avui arquebisbat de Sucre). Originàriament era sufragània de l'arquebisbat de Lima.
El 20 de juliol de 1609 entrà a formar part de la província eclesiàstica de l'arxidiòcesi de La Plata o Charcas.
El 1610 s'instituí el seminari diocesà, dedicat a Sant Jaume. El seminari patí diverses visicituds, al segle xix va ser clausurat i reobert per les autoritats civils quatre begades.
El 18 de juny de 1943 va ser elevada al rang d'arxidiòcesi metropolitana mitjançant la butlla Ad Spirituale Bonum del Papa Pius XII.
El 25 de desembre de 1949, el 7 de novembre de 1958 i el 25 de juny de 1994 cedí porcions del seu territori per tal que s'erigissin, respectivament, les prelatures territorials de Corocoro i de Coroico (avui diòcesi) i del bisbat de El Alto.

## Temples
Dins de la jurisdicció de l'arxidiòcesi hi ha quatre basíliques:
- Catedral Basílica Mare de Déu de La Pau (La Paz)
- Basílica de Sant Francesc (La Paz)
- Basílica de Maria Auxiliadora (La Paz)
- Basilica de la Mare de Déu de la Candelària (Copacabana) bisbat de El Alto

Un altre temple destacat és l'església del Carme (La Paz).

## Cronologia episcopal
- Diego de Zambrana y Guzmán † (4 de juliol de 1605 - 14 de gener de 1608 nomenat bisbe de La Plata o Charcas) (bisbe electe)

- Domingo Valderrama y Centeno, O.P. † (28 de maig de 1608 - 1615 mort)
- Pedro de Valencia † (30 de juliol de 1617 - 1631 mort)
- Feliciano de la Vega Padilla † (5 de setembre de 1633 - 22 de març de 1639 nomenat arquebisbe de Ciutat de Mèxic)
- Alonso de Franco y Luna † (30 de maig de 1639 - 1645 mort)
  - Francisco de la Serna, O.S.A. † (21 d'agost de 1645 - abril de 1647 mort) (bisbe electe)
- Luis Antonio de Castro y Castillo † (13 de gener de 1648 - 7 d'octubre de 1653 mort)
- Martín Velasco y Molina † (14 de maig de 1655 - 1662 mort)
  - Martín de Monsalvo, O.S.A. † (21 de juliol de 1664 - ?) (bisbe electe)
  - Bernardino de Cárdenas Ponce, O.F.M.Obs. † (1666 - 1668 mort) (bisbe electe)
- Gabriel de Guilléstegui, O.F.M.Obs. † (1 de setembre de 1670 - 1677 mort)
  - Sede vacante (1677-1680)
  - Juan Pérez de Corcha † (22 de gener de 1680 - 1680 mort) (bisbe electe)
- Juan Queipo de Llano y Valdés † (23 de setembre de 1680 - 19 d'abril de 1694 nomenat arquebisbe de La Plata o Charcas)
- Bernardo de Carrasco y Saavedra, O.P. † (19 de juliol de 1694 - 24 d'agost de 1697 mort)
  - Sede vacante (1697-1702)
- Nicolás Urbano de Mata y Haro † (12 de maig de 1702 - 29 de desembre de 1704 mort)
  - Sede vacante (1704-1708)
- Diego Morcillo Rubio de Suñón de Robledo, O.SS.T. † (14 de maig de 1708 - 21 de març de 1714 nomenat arquebisbe de La Plata o Charcas)
- Mateo Panduro y Villafañe, O.C.D. † (1 d'octubre de 1714 - 21 de març de 1722 mort)
- Alejo Fernando de Rojas y Acevedo † (30 d'agost de 1723 - 1730 mort)
- Agustín Rodríguez Delgado † (17 de desembre de 1731 - 22 de gener de 1742 nomenat arquebisbe de La Plata o Charcas)
- Salvador Bermúdez y Becerra † (28 de febrer de 1742 - 14 de juny de 1746 nomenat arquebisbe de La Plata o Charcas)
- José de Peralta Barrionuevo y Rocha Benavídez, O.P. † (14 de juny de 1746 - 17 de novembre de 1746 mort)
- Matias de Ibáñez † (4 de setembre de 1747 - 25 d'agost de 1751 mort)
- Diego Antonio de Parada † (18 de desembre de 1752 - 25 de gener de 1762 nomenat arquebisbe de Lima)
- Gregorio Francisco de Campos † (4 de maig de 1764 - 22 de desembre de 1789 mort)
- Alejandro José de Ochoa † (11 d'abril de 1791 - 5 de maig de 1796 mort)
- Remigio de La Santa y Ortega † (24 de juliol de 1797 - 10 d'agost de 1816 renuncià)
- Antonio Sánchez Matas, O.F.M.Obs. † (21 de desembre de 1818 - 28 d'abril de 1827 renuncià)
- José María de Mendizábal † (15 de desembre de 1828 - 24 de juliol de 1835 nomenat arquebisbe de La Plata o Charcas)
- Francisco León de Aguirre † (19 de maig de 1837 - 13 de juliol de 1840 nomenat bisbe de Santa Cruz de la Sierra)
  - José Manuel Fernández de Córdoba y Meló † (13 de juliol de 1840 - 4 de març de 1841 mort) (bisbe electe)
- José Manuel de Yndaburo † (22 de juny de 1843 - de desembre de 1844 mort)
  - Sede vacante (1844-1848)
  - Miguel de Orozco † (20 de gener de 1848 - 1849 mort) (bisbe electe)
- Mariano Fernández de Córdoba † (10 d'abril de 1851 - 2 de maig de 1868 mort)
- Calisto Clavijo † (24 de setembre de 1868 - 27 d'abril de 1874 renuncià)
- Juan de Dios Bosque † (4 de maig de 1874 - 9 de maig de 1890 mort)
- Juan José Baldivia † (1 de juny de 1891 - 5 d'octubre de 1899 mort)
- Nicolás Armentia Ugarte, O.F.M.Rec. † (12 de novembre de 1901 - 24 de novembre de 1909 mort)
- Manuel José Pena † (24 d'octubre de 1911 - 1913 mort)
  - Sede vacante (1913-1916)
- Dionisio Ávila † (27 de gener de 1916 - 3 de juliol de 1919 mort)
- Celestino Loza † (20 de juny de 1920 - 21 de gener de 1921 mort)
  - Sede vacante (1921-1924)
- Augusto Sieffert, C.SS.R. † (15 de novembre de 1924 - 24 de febrer de 1934 renuncià)
  - Sede vacante (1934-1938)
- Abel Isidoro Antezana y Rojas, C.M.F. † (16 de gener de 1938 - 5 d'abril de 1967 jubilat)
- Jorge Manrique Hurtado † (27 de juliol de 1967 - 24 de febrer de 1987 jubilat)
- Luis Sáinz Hinojosa, O.F.M. (24 de febrer de 1987 - 31 de juliol de 1996 renuncià)
- Edmundo Luis Flavio Abastoflor Montero, des del 31 de juliol de 1996

## Estadístiques
A finals del 2004, la diòcesi tenia 1.292.872 batejats sobre una població de 1.474.150 persones, equivalent al 87,7% del total.
| any  | població  | població  | població | sacerdots | sacerdots       | sacerdots       | sacerdots             | diàques | religiosos | religiosos | parroquies |
| ---- | --------- | --------- | -------- | --------- | --------------- | --------------- | --------------------- | ------- | ---------- | ---------- | ---------- |
| any  | batejats  | total     | %        | total     | clergat secular | clergat regular | batejats por sacerdot | diàques | homes      | dones      |            |
| 1950 | 980.000   | 1.000.000 | 98,0     | 134       | 48              | 86              | 7.313                 |         | 102        | 234        | 122        |
| 1966 | 850.000   | 1.000.000 | 85,0     | 180       | 49              | 131             | 4.722                 |         | 195        | 314        | 77         |
| 1968 | 800.000   | 1.200.000 | 66,7     | 207       | 57              | 150             | 3.864                 |         | 165        | 457        | 492        |
| 1976 | 1.429.750 | 1.505.000 | 95,0     | 198       | 60              | 138             | 7.220                 | 7       | 183        | 355        | 74         |
| 1980 | 1.628.000 | 1.809.000 | 90,0     | 187       | 57              | 130             | 8.705                 | 10      | 176        | 368        | 74         |
| 1990 | 2.286.000 | 2.504.000 | 91,3     | 194       | 57              | 137             | 11.783                | 16      | 291        | 237        | 86         |
| 1999 | 860.000   | 974.000   | 88,3     | 140       | 58              | 82              | 6.142                 | 3       | 122        | 263        | 54         |
| 2000 | 937.400   | 1.061.600 | 88,3     | 134       | 56              | 78              | 6.995                 | 3       | 128        | 270        | 55         |
| 2001 | 1.021.766 | 1.160.683 | 88,0     | 149       | 68              | 81              | 6.857                 | 3       | 135        | 290        | 55         |
| 2002 | 1.109.978 | 1.265.145 | 87,7     | 156       | 72              | 84              | 7.115                 | 3       | 136        | 300        | 55         |
| 2003 | 1.206.769 | 1.369.645 | 88,1     | 144       | 64              | 80              | 8.380                 | 3       | 131        | 310        | 53         |
| 2004 | 1.292.872 | 1.474.150 | 87,7     | 153       | 62              | 91              | 8.450                 | 3       | 152        | 332        | 53         |